# Livsmedelssäkerhet

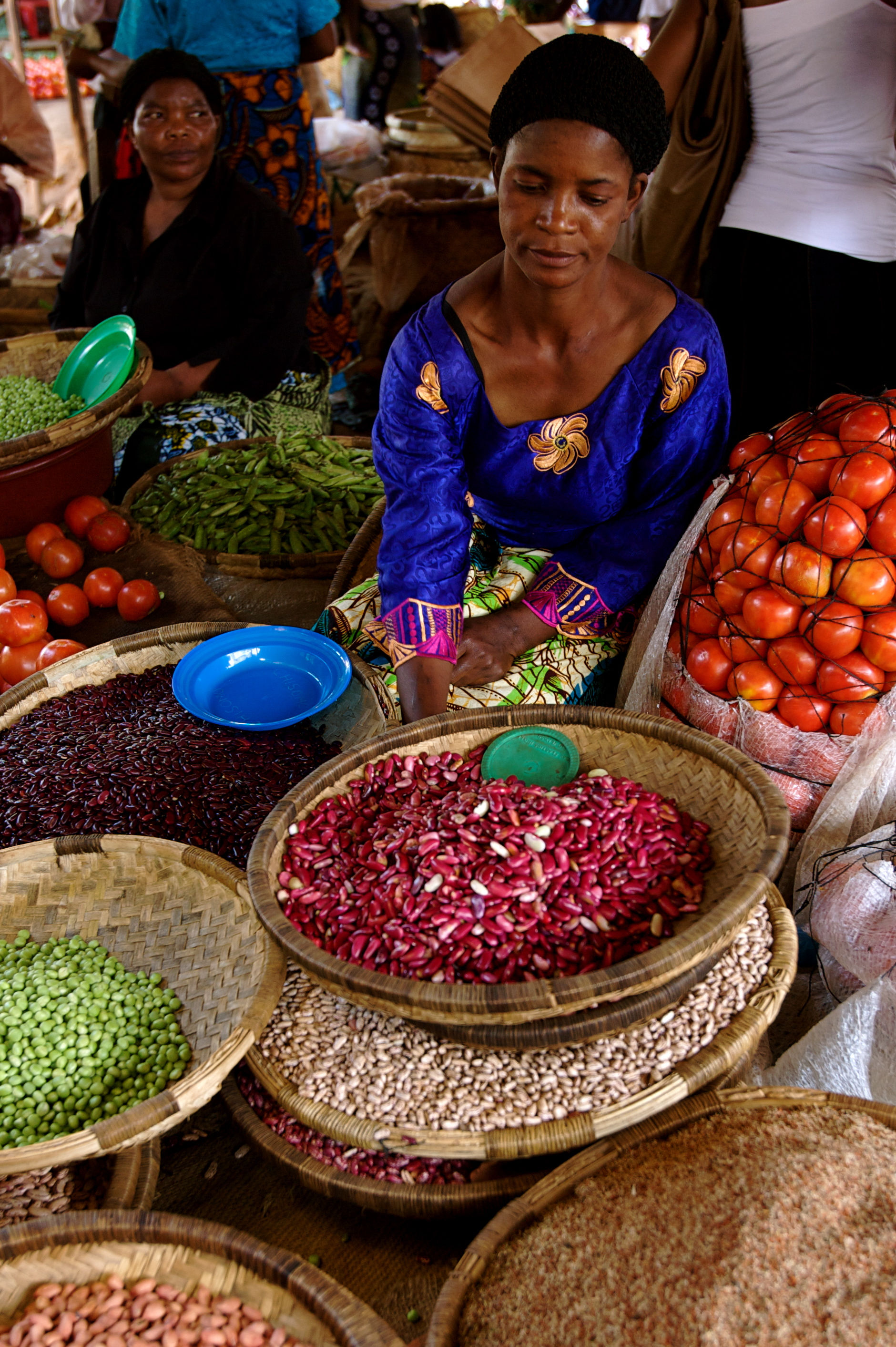
En kvinna säljer mat på en marknad i Lilongwe, Malawi

Livsmedelssäkerhet är måttet på tillgång till mat och individers möjlighet att få tillgång till mat. 

## Definitioner
Hösten 1996 arrangerades Världslivsmedelstoppmötet i Rom (World Food Summit, WFS). Samtliga närvarande 187 stater kom överens om den så kallade Romdeklarationen och målet att halvera världshungern innan 2015. Romdeklarationen definierar livsmedelssäkerhet som att ”…alla människor vid alla tidpunkter har fysisk och ekonomisk tillgång till tillräckligt med näringsriktig och säker föda”
FN:s livsmedels- och jordbruksorganisation talar om fyra dimensioner av livsmedelssäkerhet.
- Tillgänglighet: Mängden livsmedel som produceras och distribueras.
- Tillgång: Möjligheten för människor att få tillgång till producerade livsmedel. Priser och fördelning av mat spelar stor roll. Hunger och undernäring beror ofta mer på fattigdom än på matbrist.
- Stabilitet: Förmågan att få mat över tid. Matosäkerhet kan vara övergående, säsongsbetonad eller kronisk.
- Utnyttjande: Kostens sammansättning och kroppens upptag av energi och näring. Tillgång till utbildning och hälsovård.

## Utmaningar
- Global vattenkris: Vattenbrist leder redan till brist på spannmål i många mindre länder, och kan snart göra samma sak i större länder som Kina och Indien.[5]
- Jordförstöring: Intensivt jordbruk leder ofta till en ond cirkel där marken blir mindre bördig vilket minskar jordbrukets avkastning. Andra orsaker till jordförstöring inkluderar avskogning och överbetning. Ungefär 40 procent av världens jordbruksmark är allvarligt förstörd.[6]
- Den globala uppvärmningen: Under de kommande decennierna kommer den globala uppvärmningen att få betydande effekter på livsmedelsförsörjningen.[7] Extrema händelser, såsom torka och översvämningar, förutspås öka med ett förändrat klimat. Detta kommer ha en rad effekter på både jordbruket såväl som vilka växter som är möjliga att odla.
- Jordbrukssjukdomar: Sjukdomar som påverkar boskap eller grödor kan ha förödande effekter på tillgången på mat, särskilt om det inte finns några beredskapsplaner på plats.[8]
- Mat vs bränsle: Jordbruksmark och andra jordbruksresurser har länge använts för att producera icke-livsmedelsgrödor inklusive industriella material som bomull, lin och gummi; droger som tobak och opium, och biobränslen som ved, och så vidare. Under 2000-talet har produktionen av bränslegrödor ökat.
- Politik: Nobelprisvinnande ekonomen Amartya Sen har sagt att "det inte finns något sådant som ett opolitiskt livsmedelsproblem."[9] Även om torka och andra naturligt förekommande händelser kan utlösa svältförhållanden, är det statliga åtgärder eller passivitet som avgör dess svårighetsgrad, och ofta till och med om hungersnöd kommer att inträffa eller inte.
- Matsuveränitet: Ramverket som kallas matsuveränitet ser multinationella företags affärspraxis som en form av nykolonialism. Den hävdar att stora företag har ekonomiska resurserna för att köpa upp jordbruksresurserna från fattiga nationer.[10][11]
- Matförlust och slöseri: Orsakerna till matsvinn, det vill säga mat som inte äts, är många och förekommer i hela livsmedelssystemet, under produktion, bearbetning, distribution, detaljhandel och matserviceförsäljning och konsumtion. Sammantaget slängs ungefär en tredjedel av världens mat.[12][13]
- Väpnade konflikter: Rysslands invasion av Ukraina 2022[14] och konflikter kopplade till uttorkandet av Tchadsjön[15] är exempel på väpnade konflikter som har påverkat livsmedelsförsörjningen regionalt och globalt.
- Överfiske: Överexploatering av fiskbestånd kan innebära allvarliga risker för livsmedelsförsörjningen.[16] I Östersjön hotas bland annat torsk och strömming av överfiske.[17][18] År 2022 uppmärksammade FN "avsevärt negativ inverkan" på livsmedelsförsörjningen för fiskolje- och fiskmjölsindustrin i Västafrika.[19]